# O-Zone
O-Zone（オゾン）は、モルドバ共和国出身のルーマニアの音楽グループ。名前はダン・バランが友人であるペトル・イェリホフスキ (Petru Jelihovski) とグループを結成したときにバランの計画「Dan Bălan Project:0-Zone」（ゼロから始めるということから0-Zoneと名がついたと言われる）がそのままグループ名となった。イェリホフスキが抜けてラドゥ・アレクセイ・スルブ（Radu Alexei Sîrbu、 ルーマニア式綴りではSârbu） とアルセニェ・トデラシュ (Arsenie Toderaş) が加入した新しいグループにもその名前が継続された。

## 歴史
1999年、ダン・バランとその友人であるペトル・イェリホフスキの2名で結成。モルドバ国内で、アルバム『Dar, Unde Eşti』からタイトル曲の他ファーストシングルの『Timpul Trece fara Noi』、『Fiesta de la Noche』『Crede-ma』など7曲のメガヒットを生み出す前代未聞の快挙を達成する。しかし、作詞作曲を担当し音楽を真剣に考えるバランはルーマニアでの活動を希望、あくまで音楽を趣味と考えるイェリホフスキとの対立が表面化し、二人は袂を分かつがその後も友人関係は続いている。
2001年春、バランは3人組のユニット結成を計画、そんな中、彼のボーカルの講師が音楽スクールの後輩であるアルセニェ・トデラシュを紹介した。トデラシュは歌を習い始めたばかりで時期尚早とも思われたが、将来性を信じたバランがグループにトデラシュを迎え入れた。この時ロシア訛りで話すトデラシュがオーディションでエルヴィス・プレスリーの「ラヴ・ミー・テンダー」を歌うと、ロシア語のアクセントが嫌いでロシア訛りが苦手だというバランだったが、彼の歌に嫌悪感は吹っ飛び「気にならない」と言ったそうである。少し経ち、バランはラドゥ・アレクセイ・スルブと出会う。バランは、スルブに対してダンスの方向性に違いを感じていたがすぐにいい意味で固定されると思い、スルブを残り一人のメンバーに迎え入れ、ここに第2次O-Zoneは結成された。
メンバーを揃えたバランはさっそく楽曲を用意し、まず『Numai Tu』『Number1』『Nopti fara de Somn』『Am sa te Chem』の4曲をレコーディング、2001年秋にシングル『Numai Tu』『Number1』をリリース、人気は上々だった。これを受けていよいよバランが望んだルーマニア進出に乗り出す。モルドバ人がルーマニアで成功した前例はなかったが、3人は成功を信じ、努力は惜しまなかった。資金が不足していたため、所有していたスタジオとシンセサイザーを売却した後に『Numai Tu』のプロモーション・ビデオを制作、この頃に『Sarbatoarea Noptilor de Vara』『Nu ma las de Limba Noastra』、さらに『Dar, Unde Eşti』をレコーディングしている。2002年春、ルーマニアの音楽大手「Media Services」と契約が決まり、8月に3人としてのファーストアルバム『Number1』を発売したものの、当初ルーマニアでは「モルドバの新しいバンド」としか受け止められていなかったためか、ラジオでもなかなか取り上げられずに苦戦した。そこで同年秋には、このアルバムの中から『Despre Tine』をシングルカットして発売、「覚えやすくて面白い」をテーマにプロモーション・ビデオも制作されるとこれがルーマニアでは数十年ぶりという大ヒットを記録、5か月以上に渡ってヒットを続け、多くの老若男女が口ずさむほどの人気曲となり、それに乗じてアルバム『Number1』も10万枚を超えるメガヒット。O-ZONEは一躍ルーマニアNo.1のバンドとなった。
2003年、シングル『恋のマイアヒ』を発売し、ヨーロッパ全土を巻き込んで大ヒット、同年8月にリリースされたセカンドアルバム『DiscO-ZONE』も翌年夏に大ブレイクし、『Dragostea Din Tei』の軽快なリズムに乗ってO-Zoneはヨーロッパを席巻、モルドバのヒーローとなった。2004年冬にはシングル『De Ce Plang Chitarele?』をリリース。この曲は元々ルーマニアでかつてNorocと言うグループが歌いヒットしたフォークソングだったが、これにバランが加筆して自分たちのアレンジでカヴァーしたものである。さらにこの年、ルーマニアのラジオ局であるPro FMとのタイアップで女性歌手であるアレクサンドラ・ウングレアヌと『Radio Insearmna Prp FM』を歌っている。
しかし、ヨーロッパを席巻し、日本でもヒットの兆しが見え始めていた矢先の2005年1月14日、突然解散を発表した。バランがアメリカに渡り、ハウス歌手でDJのルーカス・プラータとO-Zoneの名で『MA-YA-HEE Song』（DDTに英語で新しい歌詞をつけた曲）をリリースしたことに反発した残りの2人に対し、バランが「今まで、作詞作曲プロデュース、全て自分でやってきた。O-Zoneはずっと俺のものだった。」「O-Zoneに今後はない。今このプロジェクトを終わらせているところだ。」と一方的に解散を宣言したのだ。
このことでバランを兄のように慕っていたトデラシュはショックからか体調を崩してしまい入院、この時のインタビューで「知らないよ。そんなの信じられないし、もう興味ないよ。俺はもう二度とダンには会いたくないんだ。」「実を言うと、彼とのことはもう既に過去のことになりつつある。もう、俺はダンのことなんて忘れたよ。もう、彼は俺の中には存在していないんだ。」とその悲痛な胸の内を語っている。そんな経緯もありバランは2人から孤立してしまったが、奇跡的に和解し、現在ではすっかり元の鞘に収まっている。日本では3月に『DISCO-ZONE 〜恋のマイアヒ〜』のリリースを控えていたため、発売元よりこの解散の事実が伏せられていた。
2005年3月、エイベックス・ディストリビューションより日本盤のアルバム『DISCO-ZONE 〜恋のマイアヒ〜』をリリース。アルバムは8月22日付のオリコン総合アルバムチャートで発売24週目にして1位を獲得。海外アーティストのデビューアルバムの1位は、1972年のポール・サイモン、2003年のt.A.T.u.、2004年のUtadaに続いて史上4組目。2005年12月1日、第47回日本レコード大賞特別賞を受賞。
2005年9月23日、ルーマニアの音楽イベント「チェルブル・デ・アウル国際音楽祭」にて最後のコンサートを敢行、『Despre Tine』『De Ce Plang Chitarele?』『Printre Nori』『Oriunde Ai Fi』『Dragostea Din Tei』を歌った。この模様はTVR internationalという放送局でインターネット放送で生中継され世界中のファンが彼らの最後の勇姿を見届けた。日本でも23日、秋分の日の早朝だったため多くのファンがファンサイトの特設チャットに集結、回線の混雑に耐えながらその模様を見守った。さらに翌日には再放送もされたが、アクセス過多のため回線がパンクしてしまう事態が発生した。
2005年10月、解散コンサート後にも関わらず3人で来日、7日の『ミュージックステーション』、24日の『SMAP×SMAP』に出演している。この年の12月にまたもや来日し、『ミュージックステーション』や『とくばん』（TBS）などに出演。しかしスルブは、娘と迎える初めてのクリスマスのためか来日はしなかった。2007年3月12日、O-Zoneが近々再結成するのではないか、という内容の記事がルーマニア語サイト「Revista Vip」に掲載された。2月にキシナウのクラブにてトデラシュとバランが面会していたため、これが噂の出所では、との声もある。
2017年5月、メンバー3人が再結集し、キシナウとブカレストにてコンサートを行った。
2018年、ダン・バランが「恋のマイアヒ2018〜ノマノマ・ダンス」を発表、バラン単独で来日し「ミュージックステーション」に出演した。
2024年6月7日、同月15日から9月6日にかけてヨーロッパツアーを開催することを発表、だが参加メンバーはアルセニェ・トデラシュのみであり、新たに男性ダンサー2名がバックに就く。

## メンバー
- アルセニェ・トデラシュ

### 旧メンバー
- ダン・バラン
- ラドゥ・アレクセイ・スルブ
- ペトル・イェリホフスキ

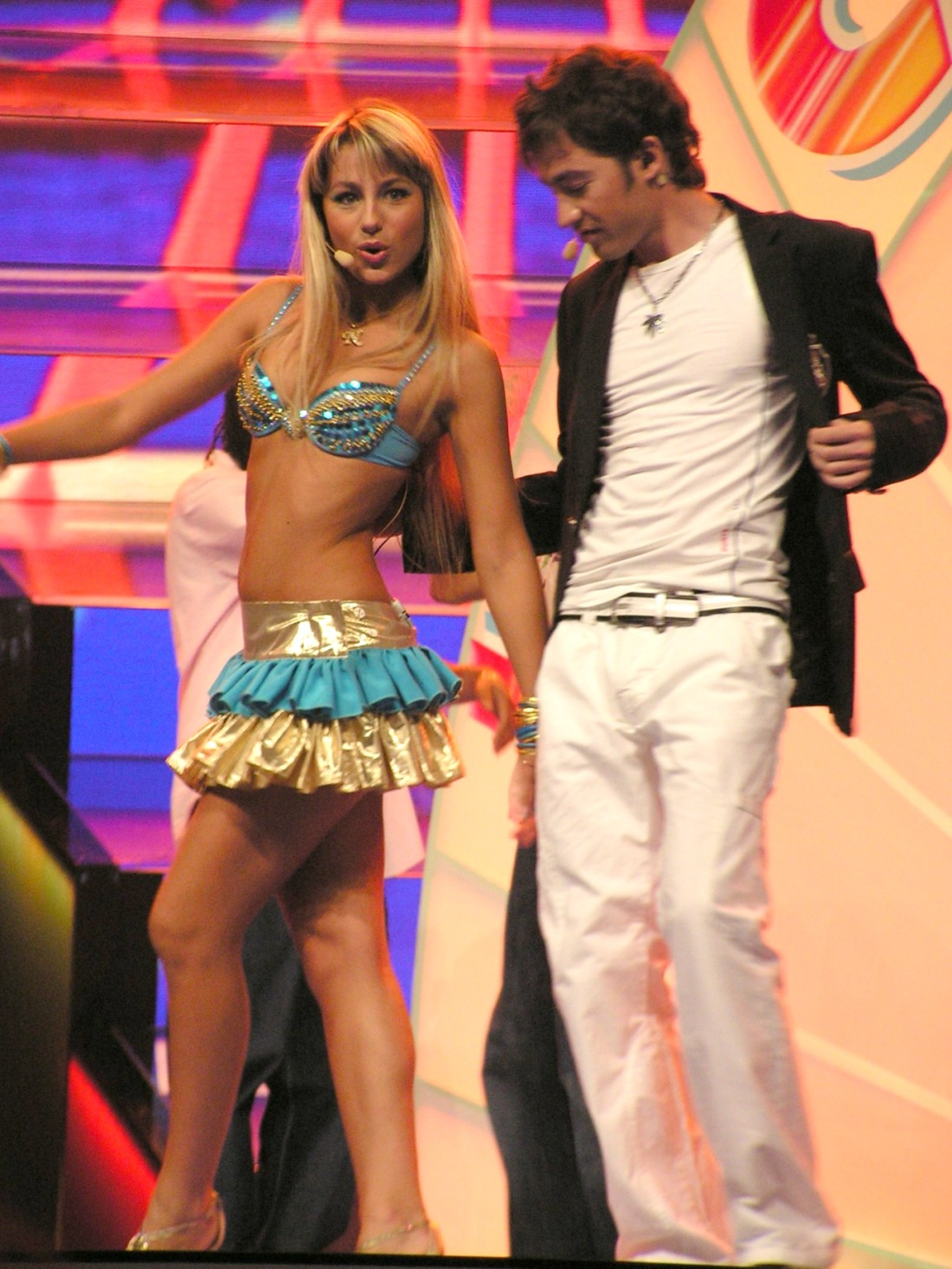
アルセニェ・トデラシュ（右）
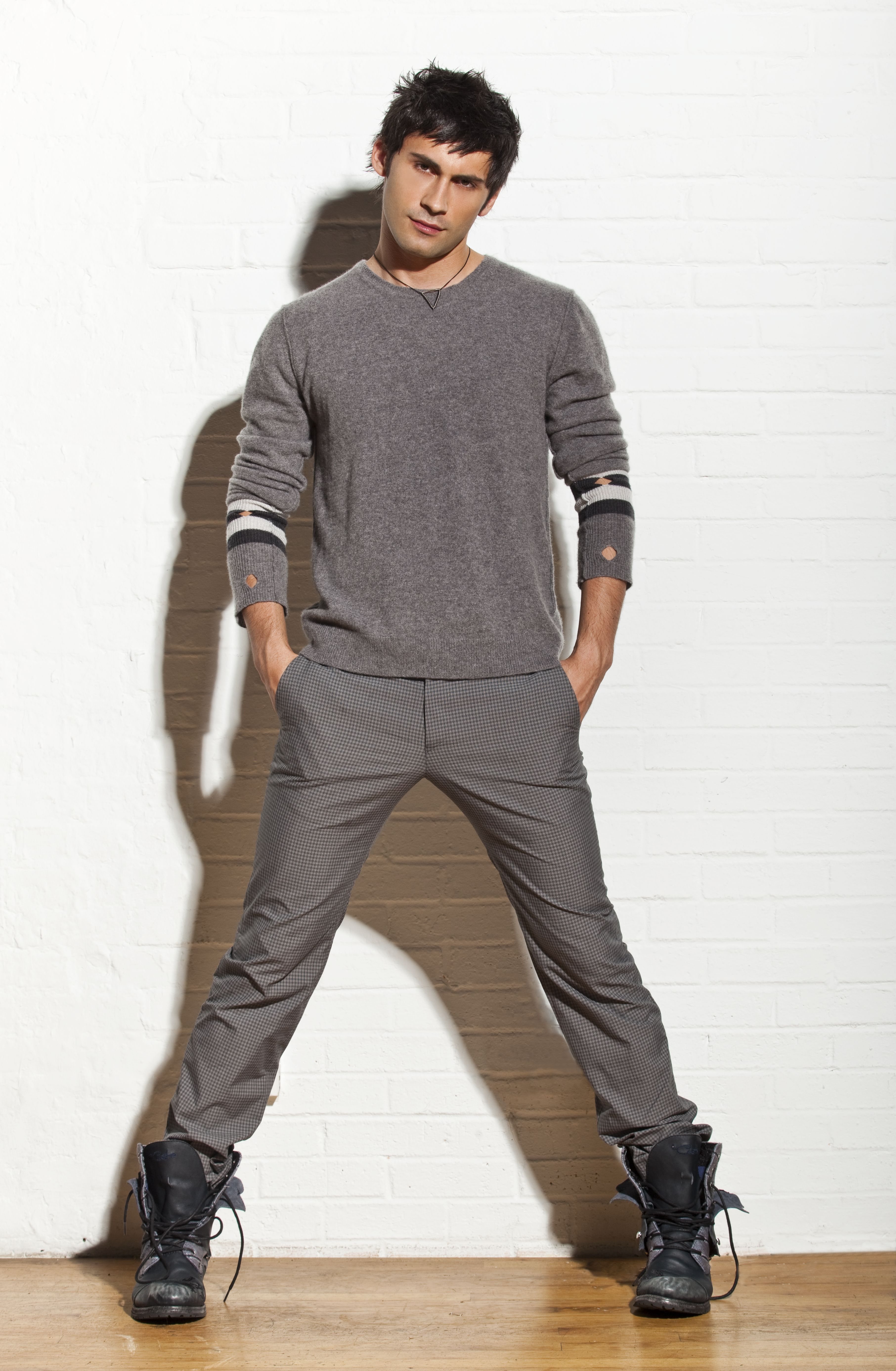
ダン・バラン
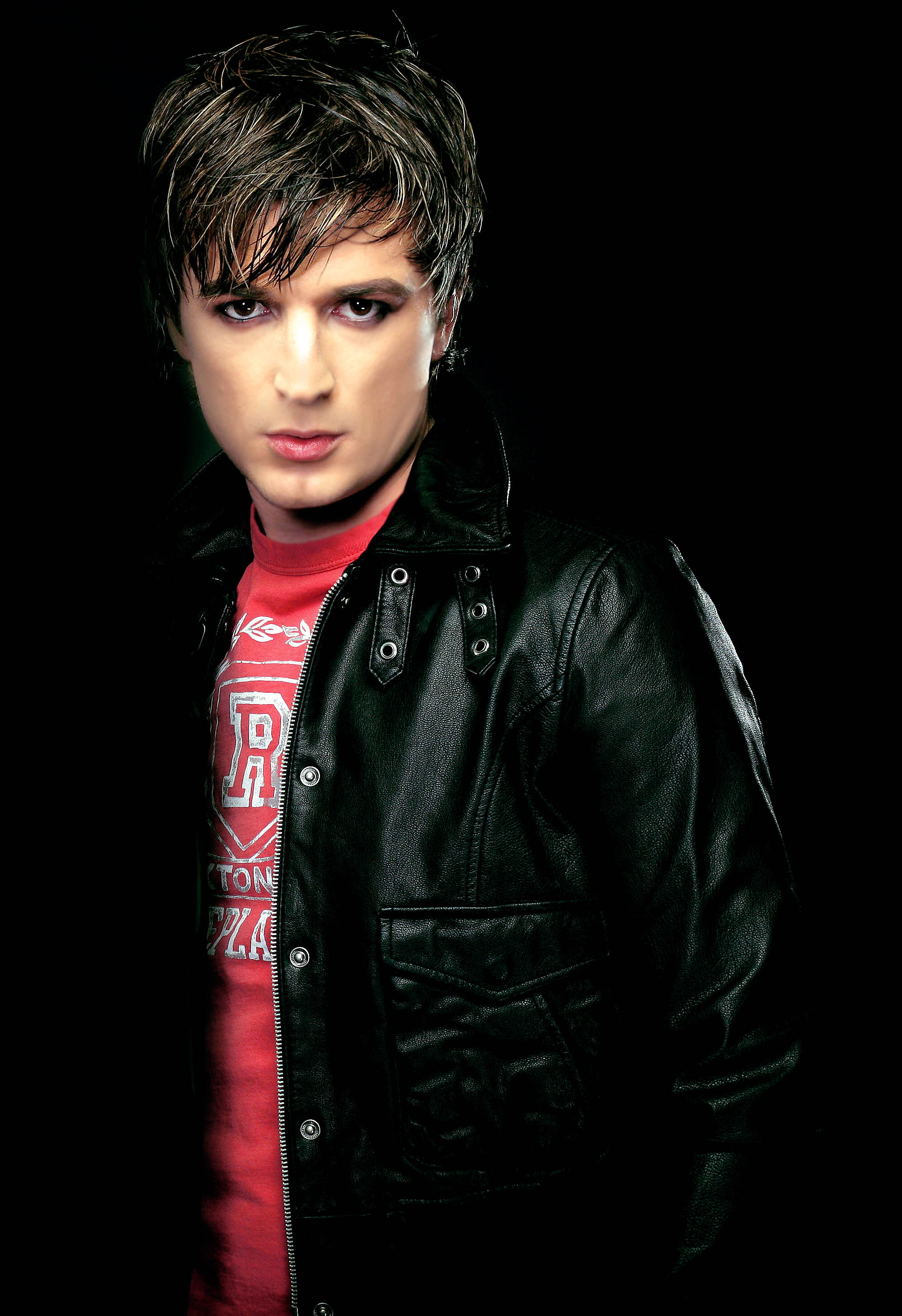
ラドゥ・アレクセイ・スルブ

## ディスコグラフィー

### アルバム（2人組時代のものも含む）

#### Dar, Unde Eşti（1999年：2人組時代の作品）
- 1.Fiesta de la Noche
- 2.Timpul Trece fără Noi（この曲はO-ZONEのファーストシングル）
- 3.M-aş Trezi
- 4.Te Voi Iubi
- 5.Dar, Unde Eşti
- 6.Te Aştept
- 7.Crede-mă
- 8.În doi
- 9.De la Mine
- 10.Ciao Bambina
- 11.Oriunde-ai fi
- 12.În doi (minus)
- 13.Surpriză de Anul nou （Sărbătorile de Iarnă）

#### Number1（2002年：3人組としてのファーストアルバム）
- 1.Numai tu
- 2.Dar, unde Eşti
- 3.Sărbătoarea Nopţilor de Vară
- 4.Number1
- 5.Nopţi fără de Somn
- 6.Am să te Chem
- 7.Nu mă las de Limba Noastră
- 8.Number1 (Funny version)
- 9.Despre Tine
- 10.VIP

#### DiscO-ZONE（2003年）
- 1.Fiesta de La Noche
- 2.De Ce Plâng Chitarele?
- 3.Dragostea Din Tei
- 4.Printre Nori
- 5.Oriunde Ai Fi
- 6.Numai Tu
- 7.Dar, Unde Eşti
- 8.Despre Tine
- 9.Sărbătoarea Nopţior de Vară
- 10.Nu Mă Las de Limba Noastră
- 11.Crede-Mă

### シングル（3人として発売したもののみ）
- Numai Tu（2001年）
- Number1（2001年）
- Despre Tine（2002年）
- Dragostea Din Tei（2003年）
- De Ce Plâng Chitarele?（2004年）